# Detrekői Ákos
Detrekői Ákos (Budapest, 1939. november 27. – 2012. december 18.) Széchenyi-díjas magyar geodéta, egyetemi tanár, a Magyar Tudományos Akadémia rendes tagja. Kutatási területe a geodéziai és a fotogrammetriai mérések, illetve a térinformatika. 1986 és 1990 között a Budapest Műszaki Egyetem (2000-től Budapesti Műszaki és Gazdaságtudományi Egyetem) Építőmérnöki Karának dékánja, majd 1997 és 2004 között az egyetem rektora.

## Életpályája
1958-ban kezdte meg egyetemi tanulmányait az Építőipari és Közlekedési Műszaki Egyetem Mérnöki Karán (ma a BME része). Itt szerzett kitüntetéses mérnökdiplomát 1963-ban. Ennek megszerzése után az egyetem fotogrammetriai tanszékének oktatója lett. 1967-ben védte meg egyetemi doktori disszertációját, illetve vette át adjunktusi, 1972-ben egyetemi docensi kinevezését. 1977-ben a fotogrammetria tanszék vezetésével bízták meg, majd 1980-ban nevezték ki egyetemi tanárnak. 1986-ban megválasztották a BME Építőmérnöki Kar dékánjának. Tisztségét 1990-ig töltötte be. 1992-ben az egyetem geodézia és geoinformatika doktori programjának alapító vezetője lett. 1997-ben az egyetem rektorává választották, amelyet az egyetem 2000-es átalakulása és a gazdaságtudományi résszel történő kiegészülése után is megtartott egészen 2004-ig (tanszékvezetői megbízását is 2004-ig töltötte be). 2003–2004-ben a Magyar Rektori Konferencia elnöke volt. 2009-ben professor emeritusi címet kapott. Magyarországi állásai mellett több alkalommal volt vendégprofesszor Németországban.
1971-ben védte meg a műszaki tudományok kandidátusi, 1978-ban akadémiai doktori értekezését. Az MTA Geodéziai Tudományos Bizottságának lett tagja, amelynek 1990 és 1996 között elnöke volt. 1990-ben megválasztották Magyar Tudományos Akadémia levelező, 1995-ben pedig rendes tagjává. 2000 és 2008 között az MTA Felügyelőbizottságának is tagja volt. 1993-ban a Bajor Tudományos Akadémia Geodézia Tudományos Bizottság, 2004-ben az Európai Tudományos Akadémia felvette tagjai sorába. Akadémiai tisztségei mellett 1976 és 1986 között a Geodéziai és Kartográfiai Egyesület főtitkára, 1990–1993-ban a Magyar Földmérési, Távérzékelési és Térképészeti Társaság alelnöke volt, utóbbinak 1994-ben elnöke lett. Emellett 1993 és 1997 között a Magyarországi Humboldt Egyesület elnöke, 1997-től tiszteletbeli elnöke. 2004-ben a Nemzeti Hírközlési és Informatikai Tanács elnöke lett. 1990-től az Acta Geodetica et Geophysica, 1995-től a Geodézia és Kartográfia szerkesztőbizottságának tagja, valamint 1996 és 2003 között a Zeitschrift für Photogrammetrie című szakfolyóiratnál is tevékenykedett.

## Munkássága
Fő kutatási területe a geodéziai és a fotogrammetriai mérések, illetve a térinformatika.
Jelentős eredményeket ért el a távérzékelés területén. Nevéhez fűződik a deformációs mérések matematikai modelljének kidolgozása. Számos térinformatikai rendszert hozott létre és vizsgálja ezen rendszerek adatainak minőségét. Rektorsága alatt alakult át a Budapesti Műszaki Egyetem, kiegészülve a társadalom- és gazdaságtudományi területekkel, emlékeztetve a második világháború előtti József Nádor Műszaki és Gazdaságtudományi Egyetem jellegére és vette fel a Budapesti Műszaki és Gazdaságtudományi Egyetem nevet.
Több mint százhetven tudományos publikáció szerzője vagy társszerzője, ebből négy jelent meg könyv formájában, illetve kilenc könyvfejezetben. Munkáit elsősorban magyar, német és angol nyelven adja közre.

## Családja
Édesanyja: Oláh Ilona. 1964-ben nősült, felesége Kugler Györgyi. Házasságukból két gyermekük született: Detrekői László (1968, közgazdász, a Pénzügyminisztérium szakállamtitkára) és Detrekői Zsuzsa (1974, jogász).

## Díjai, elismerései
- MTESZ díj (1982)
- Fasching Antal-emlékérem (1988)
- FIG emlékérem bronz fokozat (1990)
- Lázár deák-emlékérem (1993)
- Szent-Györgyi Albert-díj (1996)
- Humboldt-emlékérem (1996)
- Pázmány Péter-díj (2000)
- Első Osztályú Német Szövetségi Érdemkereszt (Bundesverdienstkreuz I. Ordnung, 2002)
- Szolnok díszpolgára (2002)
- Kozma László-emlékérem (2003)
- A Magyar Köztársasági Érdemrend középkeresztje (2003)
- Finn Oroszlánrend parancsnoki fokozat (Commandeur de l’Ordre du Lion de Finlande, 2004)
- Széchenyi-díj (2006)

## Főbb publikációi
- Geodéziai műszerek (társszerző, 1971)
- Kiegyenlítő számítások (1973, 2. kiadás 1991)
- Netzausgleichung bei ingenieurgeodätischen Deformationsmessungen (1977)
- Geodéziai mérések matematikai feldolgozása (1981)
- Deformation Measurements (társszerkesztő, 1983)
- Ipari geodézia I–II. (társszerző, 1984)
- Deformationsmessungen und Deformationsanalyse (1988)
- Geodézia és űrtechnika (1991)
- Accuracy and Reliability of the Hungarian DEM (társszerző, 1994)
- Bevezetés a térinformatikába (Szabó Györggyel, 1995, 1997, 1998)
- Geodézia 2000-ben. Egy ősi tudomány az ezredfordulón (1996)
- Environmental Monitoring of Towns: A Hungarian Example (társszerző, 1998)
- Reference Systems (in: GIS for Environmental Monitoring, 1999)
- 1:10000 méretarányú EOTR topográfiai térképek domborzati tartalmának ellenőrzése (társszerző, 2000)
- Az elektronikus tartalom létrehozása és szolgáltatása (társszerző, 2000)
- Térinformatika (Szabó Györggyel, 2002)
- Adatgyűjtés légi lézerletapogatással (társszerző, 2003)
- Terrestrial Laserscanning in Deformation Measurements of Structures (társszerző, 2008)